# Forbidden Passage
Pour plus de détails, voir Fiche technique et Distribution.
Forbidden Passage est un film américain réalisé par Fred Zinnemann, sorti en 1941.
Le film fut nommé à l'Oscar du meilleur court métrage lors de la 14e cérémonie des Oscars.

## Fiche technique
- Titre : Forbidden Passage
- Réalisation : Fred Zinnemann
- Scénario : Carl Dudley (en)
- Photographie : Jackson Rose
- Montage : Albert Akst
- Société de production : Metro-Goldwyn-Mayer
- Pays de production : États-Unis
- Format : Noir et blanc - 1,37:1
- Genre : court métrage, policier
- Durée : 21 minutes
- Date de sortie : 1941

## Distribution
- Addison Richards : Frank J. Maxwell
- Wolfgang Zilzer : Otto Kestler
- Hugh Beaumont : Clements
- George Lessey : Consul américain